# Pokémon 6: Jirachi, Droomtovenaar
Pokémon 6: Jirachi, Droomtovenaar (Engels: Pokémon 6: Jirachi, Wish Maker) is de zesde film uit de Pokémon-serie. De film is in première gegaan in Japan op 19 juli 2003 en in de Verenigde Staten op 1 juni 2004.

## Verhaal
De film begint in een grot waar we twee mensen, Butler en Diana, een paarse glimmende steen uit de rotsen halen en meenemen.
Onze helden zijn deze keer op weg naar circus. Hier willen ze de millennium komeet, die eens in de 1000 jaar zeven dagen aan de hemel staat, bekijken. Dit kan je het beste doen bij het millennium festival in het circus. Voor ze dat gaan doen, gaan ze eerst even rusten. 
Terwijl ze aan het rusten zijn, zien ze plotseling een hele stoet wagens aanrijden. Ze gaan ernaartoe en zien hoe het circus in een mum van tijd wordt opgezet. Voor ze het weten staan ze bij een circus, waar ze de goochelaar ‘de grote Butler’ zien, samen met zijn assistente Diana en zijn Pokémon Kirlia en Mightyena. Voor ze naar het circus g aan besluiten ze eerst even in de botsauto’s te gaan. Als ze in het circus zitten, wordt er bij een bepaalde truc een mooie glimmende paarse steen tevoorschijn gehaald. Max denkt een stem te horen en loopt naar voor, waarop Ash hem volgt. Butler gebruikt ze bij een goochelact, waarbij een Dusclops een doos, waar zij in zitten, in brand laat vliegen na tien seconden en waarbij Ash en Max via een tunnel weg konden komen.
Op een gegeven moment komt Team Rocket binnenvallen, die zich vermomd hadden als clowns, en proberen Pikachu, Kirlia en Mightyena te stelen. Echter, Butler laat zijn Dusclops een nachtschaduw aanval doen en zorgt er zo voor dat de Pokémon weer terugkomen. Iedereen denkt gelukkig dat het bij de show hoort.
Na de show zijn onze helden aan het praten met Butler en Butler zegt tegen Max dat hij denkt dat die stem die Max hoorde kwam van een Jirachi die ligt te slapen in de steen. Om er uit te komen moest Max een vriend vinden in Jirachi en hij moet de millennium-komeet zien. Als hij eruit is, zal hij er zeven dagen uit blijven en daarna zal hij weer terugkeren in de steen en weer duizend jaar gaan slapen.
Op een avond komt Jirachi uit en Diana komt aangesneld. Ze vertelt hen dat ze mogen slapen in de bus van Butler. Max komt erachter dat Jirachi wensen kan vervullen en hij wenst gelijk een hoop snoep. Jirachi kan echter niet wensen vervullen, maar hij doet dat door middel van teleportatie. Zo krijgt Max een hoop snoep, terwijl het ondertussen weggaat bij de snoepverkoper van het circus.
De volgende dag verkleden Ash en Brock zich als clowns om zo Butler te helpen. Ondertussen nadert er een vreemde Absol. In het circus komt de Absol en valt Max en Jirachi aan. Pikachu en Torchic proberen Absol aan te vallen, maar het helpt niet. Butler vangt hem door hem te laten vallen in een kooi die onder het podium zat. Daarna gebruikt hij Kirlia’s hypnose om Absol in slaap te laten brengen.
Die nacht als May buiten zit, ziet ze Butler uit de wagen komen met Jirachi in zijn handen. Ze ziet hoe hij hem steelt en in een apparaat stopt. Butler probeert met Jirachi’s waarheidsoog op zijn buik energie af te tappen van de millennium komeet. Deze energie wil hij gebruiken om een fossiel van een Groudon om te zetten in een echte Groudon.
Hij doet dit uit wraak op team Magma, waar hij ontslagen is nadat hij dit eerder geprobeerd had. Dit was echter mislukt toen en hij werd uitgelachen en weggestuurd. Het apparaat is echter niet sterk genoeg om de energie te houden en het explodeert.
Ash, Pikachu, Brock en Max komen samen met May aangesneld en proberen Butler ervan te weerhouden Jirachi pijn te doen. Ze pakken Jirachi af en rennen weg. Diana zegt dat ze dit nooit gewild heeft en ze laat Butler in de steek en helpt Ash en zijn vrienden om te ontsnappen via de bus. Ook Absol ontsnapt. Butler weet op het laatste moment nog voor elkaar te krijgen om zijn Mightyena een zender op de auto te laten plakken. In de bus vertelt Diana dat ze verliefd is op Butler, maar dat ze nooit heeft gewild dat dit zou gebeuren en dat ze hield van de Butler die hij vroeger was. Ook blijkt Absol de bewaker van Jirachi te zijn, die er voor wou zorgen dat Jirachi bij zijn geboorteplaats Forina bleef. Toen Butler hem had meegenomen, kwam Absol hem achterna om hem terug te brengen. Diana vertelt ook dat ze nu naar Forina gaan om Jirachi terug te brengen naar huis.
Als de bus bij Forina aankomt , wijst Absol hen de weg naar een grot waar Jirachi vandaan kwam. Eenmaal in de grot wil Jirachi energie van de komeet aftappen om te kunnen slapen, maar op dat moment wordt Jirachi gevangengenomen door Butler die hen gevolgd is in een heel groot vliegend apparaat. Onze helden en Diana worden door middel van lasers bij elkaar gehouden. Butler stopt Jirachi in het apparaat en probeert voor de tweede keer Groudon op te roepen.
Ondertussen krijgen Absol en een wilde Flygon, die Jirachi wil beschermen, het voor elkaar om de lasers uit te schakelen en samen met Ash vechten ze tegen Butlers Salamence. Ash gaat op de rug van de Flygon zitten en zet Max af op het apparaat terwijl hij Butler die op de rug van Salamence zit afleidt. Max krijgt het voor elkaar om Jirachi uit het apparaat te halen, maar hij is te laat om het proces te stoppen. Er ontstaat een Groudon die anders is dan anders. Hij heeft blauwe strepen op zijn rug en hij is veel groter dan normaal.
Groudon laat het bos afsterven door de energie uit de aarde op te zuigen, terwijl hij met vreemde tentakels alle Pokémon in het bos ving. Hij vangt ook Team Rocket, Diana, May en Brock. Alle Pokémon die gevangen worden komen in een luchtbel in het lichaam van de Groudon te zweven. Terwijl Groudon Jirachi probeert te vangen ontsnapt hij de hele tijd met teleportatie. Ze stappen op Flygon en proberen samen met Butler en zijn Salamence, die wraak wil nemen omdat Groudon Diana heeft gepakt, Groudon aan te vallen. Butler stelt voor om het proces terug te draaien met het apparaat en terwijl Flygon en Salamence Groudon afleiden zet Butler het apparaat klaar. Net voordat hij de hendel wil overhalen valt hij en worden Flygon en Salamence gevangen door Groudon. Ash haalt de hendel over en start het proces. Butler offert zich op en laat zich vangen om zo het apparaat tijd te geven om de energie van Groudon weer terug in Jirachi te plaatsen. Hij zegt dat hij nu weer bij Diana zal zijn. Jirachi krijgt alle energie van Groudon binnen en neemt Groudon mee naar de hemel waar hij explodeert. Iedereen die gevangen was komt weer tevoorschijn en Jirachi komt naar beneden gedaald. Jirachi besluit om te gaan slapen en terug te gaan in de steen. De steen verdwijnt in de aarde en geeft zijn energie af aan de aarde, waardoor het bos weer leeft. Butler gaat naar Diana toe en samen gaan ze verder.
Ten slotte gaan de helden weer op pad, krijgen een lift aangeboden en gaan weer op weg naar het volgende avontuur.